# Strongylosoma subalbum
Strongylosoma subalbum är en mångfotingart som beskrevs av Pocock 1894. Strongylosoma subalbum ingår i släktet Strongylosoma och familjen orangeridubbelfotingar. Inga underarter finns listade i Catalogue of Life.